# Hagenbach (Pretzfeld)
Hagenbach ist ein Gemeindeteil des Marktes Pretzfeld im Landkreis Forchheim (Oberfranken, Bayern).

## Geografie
Das Dorf im Südwesten der Wiesentalb befindet sich etwa eineinhalb Kilometer ostsüdöstlich des Ortszentrums von Pretzfeld auf 297 m ü. NHN. Der Ort liegt auf freier Flur im Tal der Trubach, in die nördlich davon der von Süden kommende Hetzelsdorfer Bach nach Durchfließung des Ortes mündet.

## Geschichte
Zum ersten Mal schriftlich genannt wurde der Ort im Jahr 1172 mit der Erwähnung von „Ruedeger de Hachenbach“. Bis zum Beginn des 19. Jahrhunderts unterstand Hagenbach der Herrschaft reichsunmittelbarer Adeliger, die sich in dem zum Fränkischen Ritterkreis gehörenden Ritterkanton Gebürg organisiert hatten. Der Ort hatte im Mittelalter und in der frühen Neuzeit zahlreiche Besitzwechsel und war der Amtssitz des freieigenen Rittergutes Hagenbach, das im Jahr 1780 die Adelsfamilie von Seefried zu Buttenheim käuflich erworben hatte. Diese übte die Dorf- und Gemeindeherrschaft aus. Die Hochgerichtsbarkeit nahm das zum Hochstift Bamberg gehörende Amt Ebermannstadt in seiner Funktion als Centamt wahr. Mit der Mediatisierung der reichsritterschaftlichen Territorien im Bereich der Fränkischen Schweiz 1805 wurde das Dorf unter Bruch der Reichsverfassung vom Kurfürstentum Pfalz-Baiern annektiert. Damit wurde Hagenbach ein Teil der bei der „napoleonischen Flurbereinigung“ in Besitz genommenen neubayerischen Gebiete, was im Juli 1806 mit der Rheinbundakte legalisiert wurde.
Durch die Verwaltungsreformen zu Beginn des 19. Jahrhunderts im Königreich Bayern wurde Hagenbach mit dem Zweiten Gemeindeedikt 1818 eine Ruralgemeinde, die mit der Gebietsreform in Bayern Anfang 1972 nach Pretzfeld eingemeindet wurde. Im Jahr 1987 hatte Hagenbach 221 Einwohner.

## Verkehr
Die von Poppendorf kommende Kreisstraße FO 16 durchquert den Ort und führt zur Staatsstraße 2260, in die sie nach etwa einem halben Kilometer einmündet. Der ÖPNV bedient das Dorf an einer Haltestelle der Buslinie 235 des VGN in Richtung Pretzfeld und in die Gegenrichtung nach Egloffstein. Der nächstgelegene Bahnhof befindet sich an der Wiesenttalbahn in Pretzfeld.

## Baudenkmäler

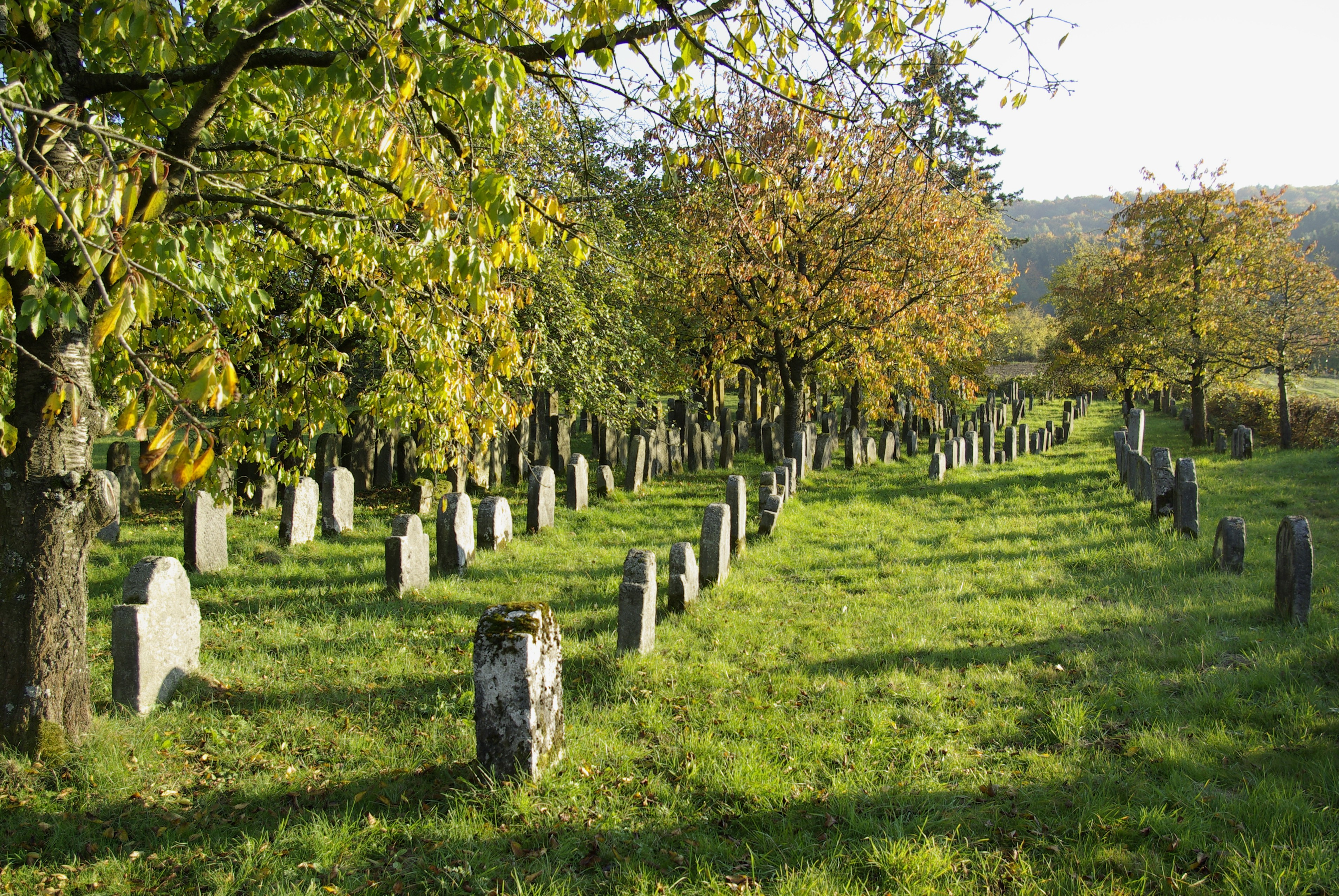
Der jüdische Friedhof von Hagenbach

Der Jüdische Friedhof von Hagenbach war die Begräbnisstätte für die einstmals bedeutende jüdische Gemeinde des Ortes. Der von einer Hecke eingefriedete Begräbnisplatz liegt etwas abseits an einem Feldweg, etwa einen halben Kilometer südwestlich von Hagenbach.
Es gibt vier weitere denkmalgeschützte Objekte in Hagenbach, darunter das ehemalige Schloss.